# Маклауд, Норман (1812-1895)
Норман Маклауд из Маклауда (англ. Norman MacLeod of MacLeod; 18 июля 1812 — 5 февраля 1895) — 25 глава шотландского клана Маклауд.

## Биография
Родился 18 июля 1812 года в Данвегане, остров Скай. Сын Джона Нормана Маклауда из Маклауда (1788—1835), 24-го вождя клана Маклауд (1801—1835) , и его жены Энн Стивенсон (? — 1861). Он получил образование в школе Харроу, а затем уехал за границу в Париж и Вену. В 1835 году отец Нормана умер, и впоследствии он стал главой клана Маклауд.
Норман предпринял множество улучшений в замке Данвеган, а также предпринял неудачные попытки в сельском хозяйстве, сильно обременил поместья клана и, таким образом, разорил себя в финансовом отношении.
Во время энтузиазма по поводу добровольческого движения после паники вторжения в 1859 году группа из Музея Южного Кенсингтона во главе с Норманом обратилась в военное министерство с предложением создать две компании инженерных и смежных профессий. Предложение было принято в январе 1860 года, а 6 февраля начался набор 1-го инженерного корпуса Миддлсекса, в результате чего был создан первый инженерно-добровольческий корпус. Норман Маклауд был назначен командующим капитаном, годом позже майором, а затем подполковником, поскольку подразделение быстро выросло за пределы первоначальных двух рот. Норман оставил командование в 1871 году и был назначен почетным полковником корпуса.

## Семейная жизнь
Норман Маклауд был дважды женат. 15 июля 1837 года Его первой женой стала достопочтенная Луизе Барбаре Сент-Джон (1818 — 27 октября 1880), единственной дочери Сент-Эндрю Сент-Джона, 14-го барона Сент-Джона Блетсо (1759—1817). В этом первом браке у Нормана родились дочь и четыре сына:
- Луиза Сесилия Маклауд (24 мая 1838 — 20 января 1910), в 1860 году вышла замуж за Джона Мойера Хиткота (1834—1912), английского адвоката и настоящего теннисиста
- Норман Магнус Маклауд, 26-й глава клана Маклауд (27 июля 1839 — 5 ноября 1929)
- Торкил Олав Маклауд (10 августа 1841 — 3 сентября 1857)
- Сэр Реджинальд Маклауд, 27-й глава клана Маклауд (1 февраля 1847 — 20 августа 1935)
- Преподобный Родерик Чарльз Маклауд (18 апреля 1852 — 15 марта 1934).

7 июля 1881 года он женился вторым браком на Ханне, дочери барона фон Эттингсгаузена (Австрия). Во втором браке у Нормана не было детей.
Норман Маклауд скончался в Париже, Франция, 5 февраля 1895 года и был похоронен в церкви Дуириниш в Данвегане.

## Преемственность
Старший сын Нормана, Норман Магнус Маклауд из Маклауда (1839—1929), сменил его на посту 26-го вождя клана Маклауд. 26-й вождь позже умер, не оставив потомства мужского пола. Второй старший сын Нормана, Торкиль Олав (1841—1857), также ранее умер бездетным . Таким образом, 26-го вождя клана Маклауд сменил третий сын Нормана, сэр Реджинальд Маклауд из Маклауда (1847—1935), в качестве 27-го вождя клана Маклауд. У сэра Реджинальда тоже не было сыновей, но было две дочери. После смерти сэра Реджинальда ему наследовала его старшая дочь Дама Флора Маклауд из Маклауда (1878—1976), 28-й вождь клана Маклауд и вторая женщина-глава клана.